# Thomas Cup 2012/Qualifikation Ozeanien
Die Qualifikation zum Thomas Cup 2012 des ozeanischen Kontinentalverbandes fand vom 18. bis zum 19. Februar 2012 in Ballarat statt.

## Endstand
| Platz | Land          | Spiele | gew. | verl. | Pkte. gew. | Pkte. verl. | Qualif. |
| ----- | ------------- | ------ | ---- | ----- | ---------- | ----------- | ------- |
| 1     | Neuseeland    | 3      | 3    | 0     | 13         | 2           | ja      |
| 2     | Australien    | 3      | 2    | 1     | 12         | 3           |         |
| 3     | Neukaledonien | 3      | 1    | 2     | 4          | 11          |         |
| 4     | Tahiti        | 3      | 0    | 3     | 1          | 14          |         |

|                  | Ergebnis |               |
| ---------------- | -------- | ------------- |
| 2012-02-18 11:00 |          |               |
| Australien       | 5-0      | Neukaledonien |
| Tahiti           | 0-5      | Neuseeland    |
| 2012-02-18 17:00 |          |               |
| Australien       | 5-0      | Tahiti        |
| Neukaledonien    | 0-5      | Neuseeland    |
| 2012-02-19 17:00 |          |               |
| Australien       | 2-3      | Neuseeland    |
| Neukaledonien    | 4-1      | Tahiti        |